# Остотипакильо
Остотипакильо (исп. Hostotipaquillo) — посёлок в Мексике, в штате Халиско, входит в состав одноименного муниципалитета и является его административным центром. Численность населения, по данным переписи 2020 года, составила 3500 человек.

## Общие сведения
Название Hostotipaquillo с языка науатль можно перевести как: место над гротом.
До прихода испанцев в этих местах проживали племена ацтекских индейцев: тескокинов и коанов.
В 1530 году регион был завоёван конкистадорами во главе с Кристобалем де Оньятом.
В 1605 году были обнаружены залежи различных руд, а для их обработки был основан рабочий посёлок.
Остотипакильо расположен в 100 км к северо-западу от столицы штата, города Гвадалахара, вблизи федеральной трассы 15.

## Население
| Год  | Численность | Численность |
| ---- | ----------- | ----------- |
| 2000 | 3030        | [ 7 ]       |
| 2005 | 2894        | [ 8 ]       |
| 2010 | 3762        | [ 9 ]       |
| 2020 | 3500        | [ 10 ]      |